# SS Berlín (1894)
El SS Berlín fue un ferry británico que unia el transporte de pasajeros entre Inglaterra y Países Bajos de manera más fácil. El barco se hundió en 1907 tras chocar con un islote en Hoek van Holland, hubo tan solo 5 sobrevivientes (4 hombres y una mujer). El hundimiento provocó el fallecimiento de muchas personas importantes entre ellas al señor Herbert, mensajero del rey que iba a solucionar en la Bolsa de Teherán para mejorar las relaciones entre la Dinastía Kayar y el Raj Británico, Hendrik Spijker fundador de Spyker original y William Dearborn Muroe presidente de Arctic Coal Company (ACC)  y al mismo tiempo convirtiéndose en uno de los peores desastres navales de los Países Bajos.
En 2007, en conmemoración por los cien años del hundimiento, un canal televisivo neerlandés exhibió imágenes del pecio nunca antes vistas y una película que en la que aparecían grabaciones de los restos del barco.

## Historia
La construcción del barco fue iniciada en 1894 por parte de una de las mayores empresas ferroviarias inglesas Great Eastern Railways como uno uno de los tres ferries pertenecientes a la misma clase, el SS Berlín, el SS Amsterdam y el SS Vienna, destinados para el transporte de pasajeros entre Gran Bretaña y Europa.
En 1894, comenzaron los trabajos de construcción del Berlín, en los astilleros Earle's Shipbuilding, ubicados en Kingston upon Hull (Inglaterra). El coste de su construcción era de aproximadamente 70 000 £.
Construido bajo el número de yarda 379, sería uno de los ferries más grandes construidos, siendo solamente superado por el SS Longbridge de 94,4 metros, y el SS Stella, de 98,8. 
El Berlín tenía una capacidad total de 338 pasajeros, siendo uno de los buques equipados con motores a vapor más potentes de aquella época, siendo equipado con dos motores de 6 cilindros de doble expansión, que generaban una potencia de 5 800 CV.
A comienzos de 1894, el Berlín fue terminado y fue botado ese mismo año, el buque sería uno de los más lujosos por tener un comedor con detalles en madera y azulejos de primera categoría, que superaría en lujo al navío de la compañía rival London And East Railways (LER), el Longbrigde.
Realizó su viaje inaugural entre Harwich y Hoek van Holland en 1895, tardando solo 3 horas con mar en calma y sin confusiones ni retrasos.
Entre 1895 y 1896, el barco ya había realizado 7 viajes sin incidentes, y a pesar de varias tormentas, sobrevivió a una gran tormenta bajo el mando de su capitán más joven, Charlie Persons.
En 1895, durante su último viaje, transportó al príncipe de la Realeza Danesa después de pasar unas vacaciones en Gales, que incluso celebró una cena en la cubierta principal.
En 1896 uno de los tubos del agua potable se dañó tras sufrir un Golpe de Ariete tirándose mucha agua en la zona de carga, cuando se le avisó al capitán, dijo que después de bajar los pasajeros en Hoek, que se fueran inmediatamente al dique seco de Londres para arreglar el problema cerraron la llave para evitar que el agua continuara entrando en la zona de carga y tuvieron que ahorrarse el agua de los baños hasta llegar a Inglaterra. La tubería fue arreglada y el barco entró de nuevo al servicio.
En 1896, el barco fue mejorado con más camarotes y ahora con la capacidad de 345, siendo el tope de la capacidad de pasajeros.
En 1897 el ferry sufrió unos cambios interiores para incluir zonas más robustas en lugar de lujo, en 1901 el precio de sus boletos subió a 8 £ por persona, además de la subida del valor del dólar en esos años.
En 1903 el capitán Persons fue asignado a otro barco, el SS Vienna y le dieron el mando a uno de los mejores capitanes de la G.E.R., Martijin Sperling (que terminó su trabajo en el SS Annaconda).
En 1904, el Berlin sufrió un accidente con el ferry belga SS La Cantierre donde la popa del Berlin sufrió graves daños y el La Cantierre sufrió daños en la proa, solo hubo 2 heridos en el Berlín y después del accidente, el ferry fue llevado a reparaciones a un dique seco en Róterdam y 2 meses después entró de nuevo en servicio.
El ferry sufrió dos cuarentenas: una en 1896 por influenza, que duró 15 días y otra en 1902 por gripe, que duró 21 días.

## Hundimiento
El día 10 de febrero de 1907 el Berlín estaba listo después de que someterse a unas remodelaciones en sus calderas, pero desde finales de enero había unas nubes de tormenta con fuerza para hundir cualquier navío, pero el capitán Martijin Sperling ya era experto es estos casos.
El día 14, empezó a llover levemente en el Reino Unido pero eso ya era común y el día 18 empezó una lluvia fuerte en Londres y el barco zarpó a las 11:00 p. m. del día 20 con un mar tranquilo, después de retrasar media hora la partida debido a que el oleaje estaba agitado. Todos se fueron a dormir y a las 1:30 a. m. la lluvia creció pero fue fácil a pesar de todos los problemas con el clima, pero a las 3:45 a. m. la tormenta empeoró y ahora el barco se movía bruscamente levantando a muchos por los fuertes movimientos.
A las 4:10 a. m., 6 horas después de zarpar y a solo 2.5 km de Hoek van Holland, el barco se desvió unos 7° al sur y el capitán pidió retornar al rumbo original. 
A las 4:45 a. m., el navío ya estaba cerca de llegar a Hoek van Holland, cuando de nuevo la tormenta los desvío, el capitán pidió de nuevo que viraran y eso hicieron a las 5:10 aproximadamente. La tormenta empeoró más y el capitán pidió que estuvieran atentos a cualquier accidente y se pusieron de acuerdo, para llegar a puerto ya solo faltaban 45 minutos y también la tormenta seguía desviando el ferry. Debido a la presencia de islote cerca de las entradas al puerto, había varios vigilantes en las cercanías, la isla también servía como puerto pero como era una tormenta fuerte no se sabía si llegarían barcos.
A las 5:33 a. m. los vigías divisaron luces a lo lejos y avisaron para virar, el timonel dio la vuelta para rodear y avisaron al capitán, que pidió que detuvieran las máquinas. Alcanzaron a virar, pero una ola los golpeó bruscamente y los empujó directo al granito del fondo del islote, dañando seriamente el fondo del barco y luego golpearon lateralmente al puerto abriéndose una gran hendidura y metiéndose bruscamente al interior del ferry. El capitán puso en alerta en toda la nave. Como también había un guardia les avisó a todos que trajeran ayuda.
El interior de la sala de calderas se inundó bruscamente sorprendiendo a muchos de los caldereros y muchos fueron absorbidos hacia el exterior, los pasajeros salieron apuradamente a la zona de botes donde se subieron apresuradamente pero los botes habían caído al agua siendo llevados por la corriente luego los guardias trajeron varias cosas incluida una escalera para bajar a los pasajeros pero cada vez que ponían la escalera se caía porque el barco era empujado, ya se habían contabilizado 30 muertos pero luego varios camarotes se inundaron, matando a más personas que no consiguieron escapar.
A los diez minutos de la colisión el casco del barco tronaba por la fuerza del mar la zona de abajo del barco se había inundado por completo haciendo que el barco se meciera en sí mismo afectando. Posteriormente, dos botes habían caído al mar.
A los 15 minutos, los guardias no pudieron hacer nada y el barco empezaba a doblarse como regla de madera además de eso por el apuro de la gente. Cayeron más de 10 personas por la borda, el capitán pidió a los guardias que llamaran para pedir ayuda. Luego a los 20 minutos, como la proa estaba estancada de agua el casco ni el fondo, esqueleto ni la madera aguantaban tanto peso el barco se partió en dos llevándose a más de 40 personas al fondo del mar y otras fueron succionadas por el interior del navío, entre los muertos de proa estaba el presidente de la empresa de carbón William Dearborn Muroe quien fue absorbido.
A las 6:05, el capitán del barco se decidió aventar al agua y como los guardias no podían hacer nada y nadar directo a la isla pero la corriente lo alejó de ahí mientras había gente aventándose de la borda entre ellos cayó accidentalmente el fundador de la empresa Spyker quien fue aventado y fue llevado mar adentro.
A las 6:20 a. m. ya se habían contabilizado más de 100 muertos y los guardias pidieron ayuda a Hoek van Holland donde el SS President van Heel avisó que iba al rescate pero que tardaría 25 minutos en llegar por la intensa tormenta, según ya se habían contabilizado más de 120 muertos y la última persona importante en morir fue el señor Herbert, que iba a Teherán para mejorar las relaciones entre el Raj Británico y la Dinastía Kayar. No se sabe como murió exactamente, pero según la única mujer que sobrevivió, se decidió aventar desde la zona donde se partió en dos el navío para caer directo a los picos de granito.
La tormenta se empezó a calmar a las 6:45 cuando ya se habían contabilizado más de 140 fallecidos, el SS President van Heel llegó al rescate, pero llegaron demasiado tarde y al no ver personas se fueron a hablar con los guardias por no ayudar y luego de que encontraran gente gritando desde la popa del barco siniestrado, rescatando a 5 personas: un tripulante, dos hombres de nacionalidad neerlandesa, una mujer de nacionalidad belga, y el capitán, que fue rescatado al aferrarse a una tabla flotando.
Muy pocos cadáveres fueron rescatados y llevados a varios cementerios en Países Bajos mientras los sobrevivientes quedaron con traumas, la popa quedó expuesta por varios meses más para que varios inspectores revisaran y sacaran sus conclusiones y en 1908 fue desencallada y llevada a su desguace en Roterdamse Sloperij al norte de Róterdam.

## Noticias y el Naufragio
A una semana todos los periódicos de los Países Bajos dijeron sobre la muerte de entre 128-160 personas y las noticias británicas dijeron que entre 128-148, pero los guardias del puerto del islote no contaron pero dijeron que entre 135-148. Luego The New York Times contó entre 128-140 muertos en total.
Ese año una empresa cinematográfica filmó un vídeo de 12 minutos mostrando los restos del naufragio, este vídeo mostraba el islote y la popa que fue lo único que quedó del ferry; esta película fue mostrada en cines de Inglaterra y Estados Unidos dejando a muchos sorprendidos. Muchos periódicos crearon controversia diciendo la imprudencia de la tripulación otros culpando al capitán y a la empresa dueña Great Eastern Railway de no acondicionar el ferry para caso de hundimiento y unos nombraron a los guardias por no ayudar en nada a rescatar los afectados (después de una entrevista los guardias dijeron que hicieron todo lo que pudieron en el rescate), al final se concluyó qué la empresa G.E.R. había sido la culpable en tener planeado el viaje en una tormenta fuerte y por no acondicionar al ferry de después del hundimiento del SS Hilda en 1905 y el SS Stella en 1899 que se llevaron muchas más vidas el caso llevó a que la empresa de ferrocarriles inglesa G.E.R debía pagar 8,500£ a la familia de cada fallecido.

## Consecuencias
Muchas consecuencias ocurrieron después del naufragio, entre ellas:
- Después de la muerte del señor Herbert que fue enviado para mejorar las relaciones entre Persia y la India Británica después de varias guerras después de la caída del Imperio Mogol su llegada estaba planeada para el 5 de marzo pero al no llegar las relaciones entre la Dinastía Kayar y el Raj Británico empeoraron pero no puedieron hacer nada los británicos. A pesar de eso los británicos eran dueños de unas partes que había petróleo y siguieron siendo dueños de la Anglo-Persian Oil Company y luego de la caída de los Kayares ante la Dinastía Pahlavi (Después de la Primera Guerra Mundial, Ocupación rusa del norte de Irán y la Ocupación del este de Irán por los británicos) que mejoraron las relaciones con el Raj Británico y todo el Imperio Británico.
- Tras la muerte de Hendrik Spijker su hermano no podía mantener a la empresa por sí solo. Por falta de dinero la Familia Spijker decidió cerrar la empresa Spyker en 1925. El nombre Spyker fue revivido en 1999 pero no fue fundado por la misma Familia Spijker esta empresa también cerró pero en el 2013 tras vender Saab a la automotriz de autos eléctricos suecos Nevs.
- Después de la muerte de William Dearborn Muroe la empresa Arctic coal Company siguió viva pero cerró hasta 1916 tras ser adquirida por otra empresa más grande.
- El barco hermano del Berlín, el Vienna, fue vendido en 1911 a una empresa de Ferries Franceses que operaba entre Bretaña y Aquitania. El ferry fue hundido por un U-Boot en la 1.G.M.
- El segundo barco hermano del Berlín, el Amsterddam, fue vendido en 1918 a una empresa de Ferries Italianos y fue fenombrado SS Ravenna que luego fue convertido a barco hotel en Nápoles entre 1930/36. El Ravenna fue desguazado en 1938 en Chantiere Navale Di La Citta,D Palermo (Actual Fincantieri Palermo).
- La Great eastern Railway fue disuelta por decreto en 1923 y siendo femplazada por la London and Eastern Railways (L.E.R) que también vendería sus últimos barcos a empresas de ferries que apenas estaban iniciando.